# Pierre van Gobbelschroy
Pierre van Gobbelschroy, né le 10 mai 1784 à Louvain et mort le 3 octobre 1850 à Woluwe-Saint-Lambert, est un homme politique conservateur du royaume uni des Pays-Bas dans la première moitié du XIXe siècle.

## Biographie

### Jeunesse et premières fonctions
Pierre Louis Joseph Servais van Gobbelschroy, né le 10 mai 1784 à Louvain est le fils de Michel-Joseph van Gobbelschroy (1745-1825), professeur de droit à l'Université de Louvain. Après la création du royaume uni des Pays-Bas, Van Gobbelschroy est un fidèle serviteur de son roi Guillaume Ier. Il fait ses études sous la tutelle de son père et obtient, en 1807, sa licence en droit avec grande distinction.
Il endosse plusieurs fonctions durant ses premières années. En janvier 1810, il est auditeur au Conseil d'État. Puis successivement sous-préfet de Gand (1812) et de Deventer (1813).

### Fonctions politiques
Il entre au service du royaume des Pays-Bas en 1814 en tant que secrétaire de la secrétairerie d'État à Bruxelles. Puis il devient secrétaire dès 1815 au Cabinet du Roi dont il gagne progressivement la confiance au point de devenir l'agent le plus actif de la politique joséphiste du roi.
Il endosse d'autres fonctions telles que directeur de la Société générale de Belgique (1823-1830), puis ministre de l'Intérieur (1825-1830), où il se montre favorable à une politique modérée à l'égard de l'église catholique, et ministre des Travaux publics, de l'Économie et des Colonies (1830).

### Ministre de l'Intérieur
Les intentions de Guillaume Ier, en installant Pierre van Gobbelschroy, est de plaire aux libéraux belges dont Louis De Potter et Adolphe Levae qui sont des amis proches de Pierre. Durant ses fonctions de ministre de l'Intérieur, il agit en tant que médiateur afin de rallier les libéraux à la politique du roi surtout en ce qui concerne les affaires religieuses et l'influence du catholicisme dans la politique belge. En juillet 1826, il parvient à intégrer dans son ministère la direction du culte catholique. En 1827, il défend la politique modérée d'Antoine Philippe de Visscher de Celles dans le cadre de la signature du concordat du 18 juin 1827.
Depuis 1828, ses fonctions consistent donc à agir en tant que conciliateur en vue de la mise à exécution du Concordat. En 1829 et 1830, les concessions de Guillaume Ier dans la direction du culte catholique font extraire cette compétence du ministère de l'Intérieur. Dans le même temps, Pierre Van Gobbelschroy quitte ses fonctions pour prendre la direction du nouveau département des Colonies et de l'Industrie.

### Révolution belge de 1830
Durant la révolution belge, Pierre Van Gobbelshcroy adopte une attitude orangiste et quitte Bruxelles afin de rejoindre le roi. Il fait notamment partie du gouvernement éphémère établi à Anvers le 4 octobre 1830. Il y prend son rôle de conciliateur et on retrouve ses actions dans de nombreuses mesures visant à apaiser la situation telles que la contresignature ministérielle du 10 octobre ou les mesures pour la liberté de l'enseignement le 12 octobre.
Après la révolution belge, Van Gobbelschroy se retire de la politique dans son château Malou jusqu'à sa mort. Dans les années 1840, Van Gobbelschroy connaît des difficultés économiques après la faillite de certaines entreprises et se suicide en 1850.

## Château Malou
Son domaine est acheté par le ministre belge Jules Malou et est depuis connu sous le nom de château Malou. En 1950, il est racheté par la commune de Woluwe-Saint-Lambert. Il est désormais protégé au titre des monuments historiques, tout comme les 32 000 m² du parc qui l'entoure.